# Oragua velutina
Oragua velutina är en insektsart som beskrevs av Fowler 1899. Oragua velutina ingår i släktet Oragua och familjen dvärgstritar. Inga underarter finns listade i Catalogue of Life.